# Circe e i suoi amanti in un paesaggio
Circe e i suoi amanti in un paesaggio è un dipinto a olio su tela (100,8x136,1 cm) di Dosso Dossi, databile al 1525 circa e conservato nella National Gallery of Art di Washington. Faceva parte della decorazione dei Camerini d'Alabastro di Alfonso d'Este a Ferrara.

## Storia
Il dipinto non faceva parte del fregio delle storie di Enea nei Camerini d'alabastro, per via delle dimensioni diverse, ma non è improbabile che fosse nato, se non proprio per Alfonso I d'Este, sicuramente per qualcuno della corte ferrarese o comunque che ne apprezzava i particolari indirizzi artistici legati all'evocazione fantastica. Non a caso quel periodo coincide anche con la presenza a corte dell'Ariosto.
Per avere notizie ufficiali sull'opera si deve risalire fino al XIX secolo, quando si trovava nelle collezioni londinesi di William Graham, prima di passare in vendita da Colnaghi. Finì in una nuova collezione privata e nel 1927 fu acquistato dai Duveen Brothers che lo portarono negli Stati Uniti, dove fu, nel 1942, di Samuel H. Kress, che appena un anno dopo lo donò alla galleria nazionale.

## Descrizione e stile
Circe, la maga che appare nell' Odissea, si trova ai margini di un bosco ombroso, presso la riva di un laghetto o di un fiume. Essa è nuda, coperta solo da un drappo verde sulla gamba sinistra. Col libro degli incantesimi lasciato in terra, si sta preparando a compiere un sortilegio: in mano infatti tiene una tabella dove sono scritte le formule magiche che essa dovrà ripetere e trascrivere durante il rito. Sono accorsi attorno a lei una serie di animali suoi "amanti": le bestie erano infatti la tipica compagnia delle fattucchiere.
Si vedono una spatola, un cerbiatto, un barbagianni, un rapace, un cervo, un levriero e un mastino accovacciato. A sinistra si apre un suggestivo paesaggio, fatto di qualche casetta immersa nel verde di alberi fronzuti, trattati come vaporosi batuffoli come tipico dello stile dell'artista.